# غرهام توماس
غرهام توماس (21 مارس 1938 في أستراليا - ) (بالإنجليزية: Grahame Thomas)‏ هو لاعب كريكت أسترالي. شارك مع منتخب أستراليا الوطني للكريكت. أما مع النوادي، فقد لعب مع فريق جنوب ويلز الجديد للكريكت ‏.

## وصلات خارجية
- غرهام توماس على موقع إي آس بي آن كريك إنفو (الإنجليزية)